# Chuao
Chuao ist ein Küstendorf im Norden des Municipios Santiago Mariño, in Aragua, Venezuela. Das Gebiet ist berühmt wegen der Plantagen mit der venezolanischen Kakao-Sorte Criollo, eine Sorte, die weltweit im Vergleich zur robursteren Forastero (85 %) nur einen Anteil von 10 % hat.